# Stenamma impar
Stenamma impar är en myrart som beskrevs av Auguste-Henri Forel 1901. Stenamma impar ingår i släktet Stenamma och familjen myror. Inga underarter finns listade i Catalogue of Life.

## Bildgalleri

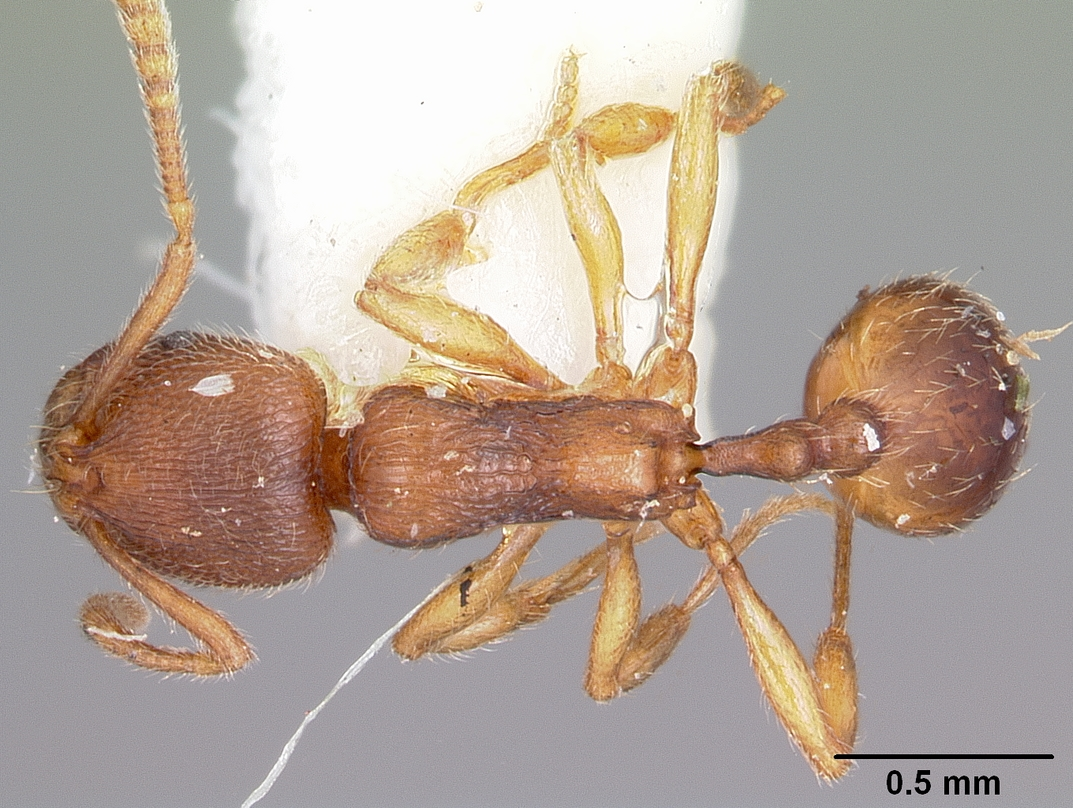
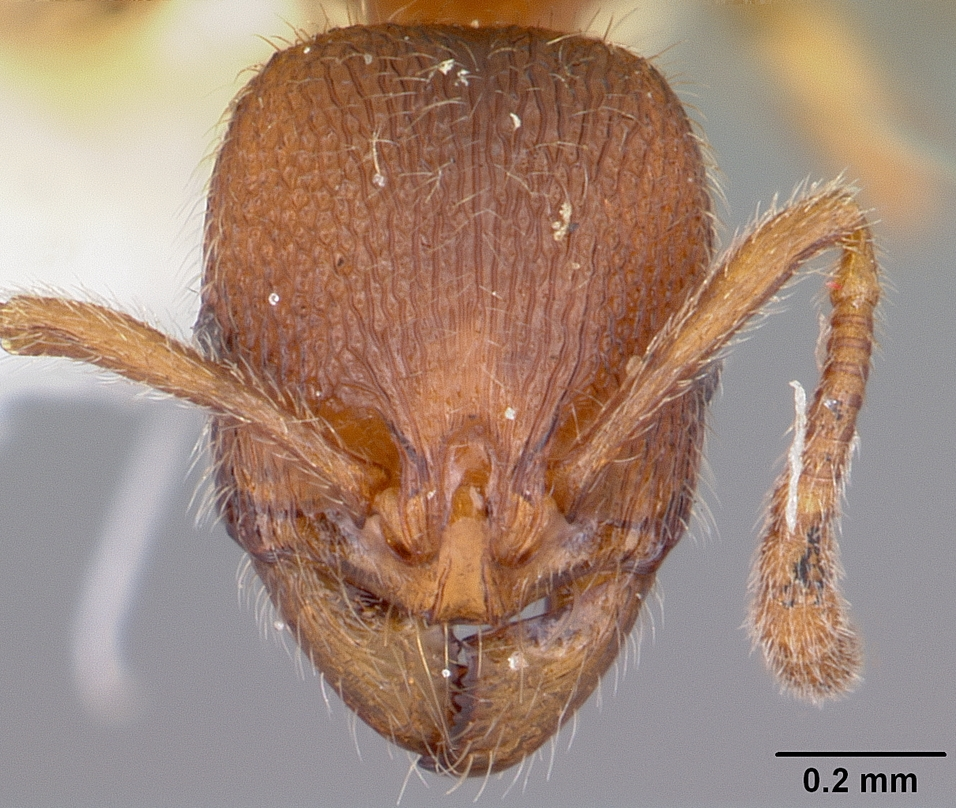
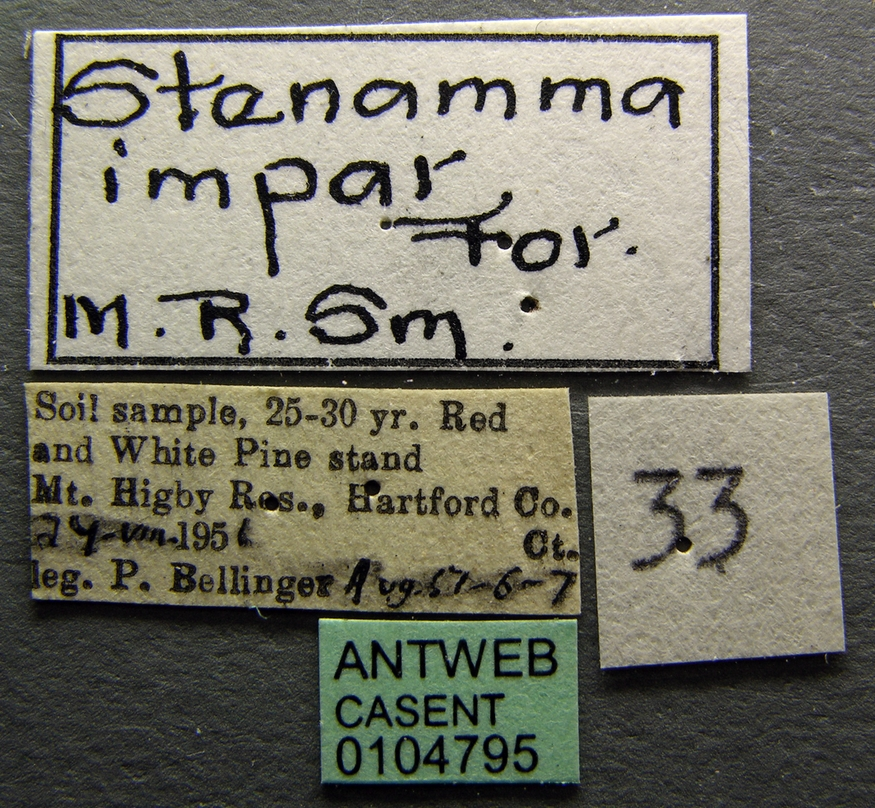
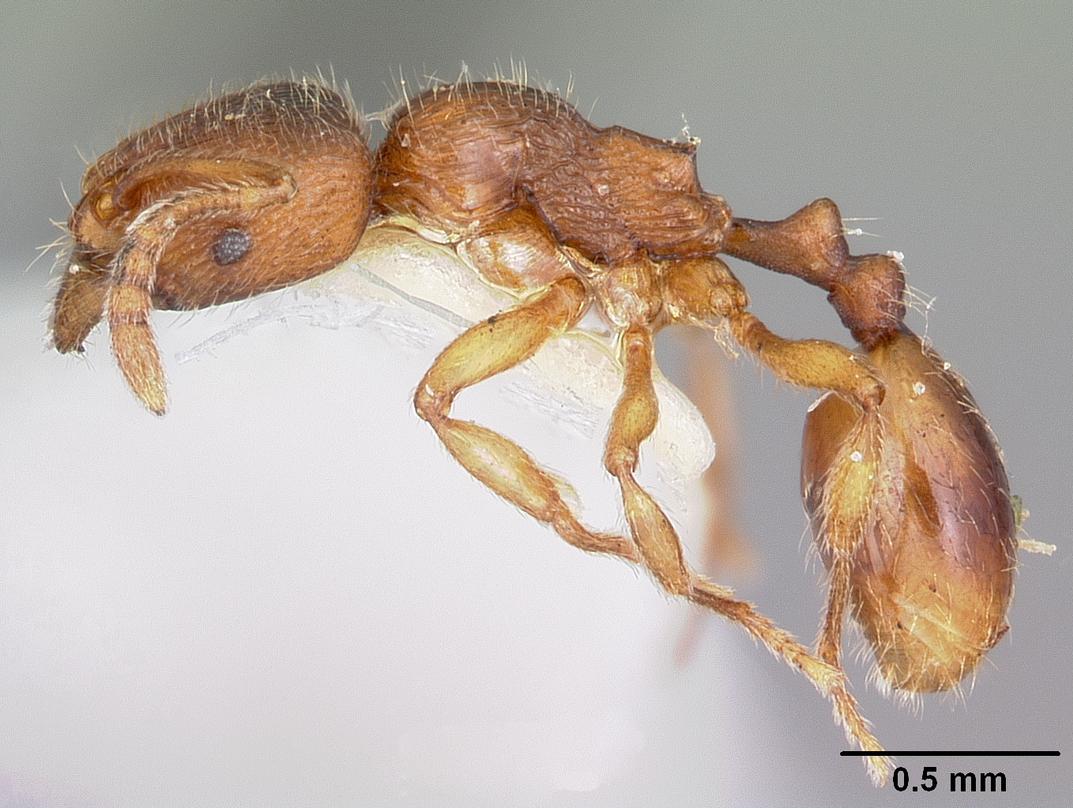